# Страна.ua
Страна.ua —  украинское интернет-издание, работает с 16 февраля 2016 года. Создано журналистом Игорем Гужвой. До своей блокировки было одним из самых популярных онлайн-медиа страны: входило в топ-5 по посещаемости на Украине. Издание считается оппозиционным к действующей украинской власти. Сайт выходит на двух языках: русском и украинском. Издание публикует ежедневные новости, авторские статьи с аналитикой по текущем событиям на Украине и в мире, расследования и репортажи.
В августе 2021 года сайт издания был заблокирован на территории Украины решением СНБО, с тех пор издание работает через зеркала сайта, а также развивает каналы на YouTube и в Telegram.
В 2022 году, после начала вторжения России на Украину, сайт издания заблокирован на территории РФ решением Роскомнадзора.

## История
16 февраля 2016 года журналист Игорь Гужва объявил о запуске интернет-издания «Страна.ua», главным редактором которого стал он сам.
Игорь Гужва называл себя единственным инвестором проекта.

### Позиция на рынке
В течение пяти лет после создания издание закрепилось в первой пятерке украинских интернет-СМИ. В течение 2020 года занимала первое и второе место в рейтинге украинских интернет-СМИ.
В 2020 году Игорь Гужва занял 89-е место в рейтинге 100 самых влиятельных украинцев по версии журнала «Фокус».
«За 5 лет после создания сайта «Страна.ua» уверенно вошла в список лидеров украинских информационных сайтов. Одной из характерных черт возглавляемого Гужвой интернет-проекта является резкая критика власти», — отметили составители рейтинга.

## Структура
Сайт развивает потребительское направление (раздел «Деньги»), спортивное, региональное (существуют региональные поддомены с новостями крупнейших городов Украины: Киева, Харькова, Одессы, Днепра и Львова).
«Страна» развивает свой YouTube-канал, на котором сейчас более 600 тысяч подписчиков.
Также «Страна» имеет свой Telegram-канал под названием «Политика Страны», который по состоянию на март 2024 года имеет более чем 260 тысяч подписчиков.

## Идеология
С момента запуска Игорь Гужва позиционировал «Страну.ua» как «объективное средство массовой информации, которое старается максимально честно и адекватно оценивать происходящее, описывать и анализировать происходящие в стране события».
Редакционная политика издания отличалась критикой действующей власти.
Просто нужно выбирать для себя путь, по которому ты идешь. И каждый его выбирает себе сам. Если ты выбираешь путь «договорняков» с властями, тогда ты живешь в какой-то отдельной парадигме, обеспечивая себе безбедное существование. Живешь тихо, спокойно, но неинтересно. Кстати, очень много сайтов, телеканалов, изданий на Украине, которые, когда был Янукович, они были за Януковича, когда к власти пришла нынешняя команда, они выступают за нее. Придут новые — они опять точно также на 180 градусов повернутся к новым. Это — их линия жизни. У меня же всегда были проблемы со всеми президентами — начиная с Кучмы. Я конфликтовал и с Ющенко, и с его оппонентом Юлией Тимошенко, и с Януковичем, теперь с Порошенко. Это — моя позиция, моя линия жизни, которую я выбрал для себя. Так или иначе кому-то надо приучать власть к тому, что у них, тех, кто во власти, нет монополии на нашу жизнь. Что не могут они позвонить главному редактору и сказать — об этом пиши, а об этом не пиши.
Игорь Гужва в одном из интервью, 2017 год., 
В июне 2018 года, выступая на телеканале ATR и комментируя эксклюзивную публикацию «Страны» о так называемом «расстрельном списке Бабченко» (что вызвало негативную реакцию СБУ) журналист «Страны» Светлана Крюкова заявила, что позиция «Страны» заключается в том, чтоб освещать все общественно значимые события вне зависимости от отношения к этому властей.

## Деятельность

### Резонансные публикации
После смены власти в 2019 года издание перешло к критике уже нового президента Владимира Зеленского. Сайт опубликовал ряд статей о деятельности главы государства и его команды, которые имели большой резонанс в обществе. Так, «Страна» в январе 2020 года эксклюзивно сообщила о том, что Зеленский инкогнито отправился на отдых в Оман. Это вызвало большой скандал и обвинения в адрес президента в незадекларированном отдыхе.
Также «Страна» первой сообщила о том, что депутатам от правящей партии «Слуга народа» выплачивают теневые зарплаты в «конвертах». Официально «Слуга народа» эту информацию опровергает.

## Преследования
За свою историю издание неоднократно заявляло о попытках властей Украины организовать давление на свою редакционную политику, о фабрикации уголовных дел против своего руководства, обращалось за защитой в международные структуры.
В сентябре 2018 года обнародовала материалы о том, как сотрудник СБУ угрожал расправой журналисту «Страны» Вячеславу Селезневу, сфотографировавшему в мае того же года виллу президента Украины Петра Порошенко в испанском городе Марбелья. Ситуация с давлением со стороны СБУ на Селезнёва попала в отчет ОБСЕ по ситуации с соблюдением свободы слова на Украине, опубликованный в ноябре 2018 года. Как потом установила редакция, речь идет о сотруднике Департамента СБУ по защите национальной государственности Александре Хаиндраве. Журналисты «Страны» записали и опубликовали разговоры Хаиндравы с Селезневым, во время которых сотрудник СБУ требовал, что Селезнев поставлял ему информацию о том, что происходит в редакции. В случае отказа от сотрудничества обещал неприятности, вплоть до избиения, тюрьмы и проблем у матери.
В июле 2019 года на журналиста «Страны» Влада Бовтрука было совершено нападение на Майдане Незалежности в Киеве. Бовтрук и редакция «Страны» обвинили в нападении националиста Алексея Цимбалюка, в подтверждение чего предоставили видео. Полиция открыла уголовное дело по факту нападения, вручила Цимбалюку подозрение, а затем передала дело в суд.

### Уголовное дело против главреда сайта Игоря Гужвы
17 января 2017 года редакция «Страны» опубликовала заявление, в котором заявила, со ссылкой на источники в силовых структурах Украины, что против издания и ее главного редактора Игоря Гужвы готовится фальсификация уголовных дел.
Издание обратилось к журналистскому сообществу и к международным организациям с просьбой оказать поддержку на фоне давления властей.
Игорь Гужва связал давление власти и фабрикацию уголовных дел против себя с публикацией так называемых пленок Онищенко — записей разговоров нардепа Александра Онищенко, который уехал из Украины, с ближайшим окружением Петра Порошенко о коррупционных схемах тогдашнего президента. «Страна» стала первым изданием, которое начала публиковать эти пленки.
22 июня 2017 года Игорь Гужва вместе с человеком по имени Антон Филипковским были задержаны в редакции «Страны.ua» сотрудниками полиции и прокуратуры по ч. 3 ст. 189 УК Украины (вымогательство). По версии генерального прокурора Юрия Луценко за неразмещение на сайте компромата на депутата от Радикальной партии Дмитрия Линько, сообщившего о шантаже в полицию 31 марта, Гужва якобы получил 10 тыс. долл.
Сам Игорь Гужва и редакция «Страны» называла эти обвинения сфабрикованными властями. Гужва заявлял, что не занимался вымогательством.
Гужва заявил, что Филипковский ему предлагал деньги за снятие материалов про Линько с сайта, но он отказался их брать.
В материалах уголовного дела есть переписка Гужвы с Филипковским, в которой Гужва пишет, что отказывается от снятия материалов.
Также есть показания политолога Костя Бондаренко, который познакомил Гужву и Филипковского, в которых Кость Бондаренко заявляет, что Игорь Гужва еще до своего задержания 22 июня 2017 года говорил ему, что ему поступили сведения, что через Филипковского может быть осуществлена провокация путем предложения о снятии материала с сайта. А потому исключено, чтоб он согласился от него взять деньги за снятие статьи, зная, что это провокация.
В редакции «Страны» уверены, что Филипковский — это подосланный к Игорю Гужве провокатор.
В 2019 году экс-нардеп от «Радикальный партии» Игорь Мосийчук заявил, что дело против Игоря Гужвы было сфабриковано его однопартийцами по заданию Порошенко и при участии СБУ.
24 июня Шевченковский районный суд города Киева избрал меру пресечения Игорю Гужве в виде ареста на 2 месяца с альтернативой внесения залога в 500 тысяч гривен. Залог был внесен 26 июня заместителем главного редактора «Страны» Светланой Крюковой. После чего 27 июня Игорь Гужва вышел на свободу.
Позже в офисе издания и на квартирах ряда его сотрудников проводились обыски касательно якобы получения Игорем Гужвой флеш-карты с секретной информацией из Министерства обороны Украины. Эти обвинения Игорь Гужва и редакция «Страны» также называли сфабрикованными. В дальнейшем какого-либо развития это уголовное дело не получило.
1 февраля 2018 года редакция «Страны.ua» опубликовало обращение к президенту Петру Порошенко, согласно которому Игорь Гужва покинул Украину и обратился к властям Австрии с просьбой о получении политического убежища. По словам журналиста запрос связан с «беспрецедентным давлением со стороны властей» и преследованием со стороны Порошенко.
1 октября 2018 года Гужва объявил о получении политического убежища в Австрии.
Случай со «Страна.ua» неоднократно отмечался международными организациями как пример тревожной ситуации со свободой слова на Украине. Соответствующие заявление делали Комитет защиты прав журналистов и глава НСЖУ Сергей Томиленко. Ситуация со «Страной.ua» попала в отчёт ОБСЕ по свободе слова и правозащитной организации Amnesty International.
В октябре 2019 года, отвечая на вопрос о своем возможном возвращении на Украину после смены власти Игорь Гужва заявил, что не может рассматривать такую возможность до тех пор, пока не закрыты сфабрикованные против него уголовные дела.

## Критика
Издание «Страна» критикуют украинские СМИ националистической направленности, а также ряд медийных организаций. Среди этих организаций выделяются «Детектор медиа» и Институт массовой информации (ИМИ).
Критика сводится к обвинениям в пророссийской редакционной политике.
В то же время «Страна» называет критические оценки заангажированными и манипулятивными, которые выставляются Институтом в отместку за резко критические публикации на сайте «Страны» относительно подыгрывания властям со стороны Института во времена президентства Петра Порошенко. В частности, в публикациях «Страны» говорилось, что во времена Петра Порошенко ИМИ и «Детектор медиа» стали адвокатами власти в деле гонений на неугодных журналистов и СМИ.
В ответ на обвинения в адрес «Страны» журналисты издания аргументируют свою позицию.
Спецкор «Страны» Олеси Медведевой, выступая с трибуны Верховной Рады Украины на слушаниях по свободе слова в ноябре 2019 года, призвала власти защитить журналистов от риторики ненависти, которая продуцировалась и культивировалась последние 5 лет. Также она призывала не делить журналистов на «правильных» и «неправильных».

## Санкции СНБО
20 августа 2021 года Совет национальной безопасности и обороны Украины (СНБО) принял решение о введении персональных санкций против учредителя «Страна.ua» Игоря Гужвы и непосредственно аффилированных с ним юридических лиц. После этого, Президент Украины Владимир Зеленский подписал указ президента Украины № 376/2021 о введении этого решения в действие. Указ президента прописывал блокировку сайта «Страна.ua» и обязанность провайдеров закрыть доступ к сайту, а также страницам издания в соцсетях. После этого домен «Страна.ua» был заблокирован компанией-регистратором. Редакция перенесла свой интернет-ресурс на домен Strana.news. Однако, Нацкомиссия по госрегулированию в сфере связи и информации предписала всем провайдерам на территории Украины блокировать любые зеркала Интернет-издания. Гужва заявил, что намерен оспорить в суде указ президента Украины о санкциях против него. Игорь Гужва выпустил заявление, в котором назвал блокировку «Страна.ua» правовым беспределом, так как ресурс был, по его утверждению, заблокирован до вступления указа президента Украины в законную силу, а также заявил, что санкции против него и компаний — издателей «Страны.ua» не остановят работу издания.
15 декабря 2021 года в Женеве был представлен доклад Наблюдательной миссии ООН по правам человека на Украине «Пространство для гражданского общества и основные свободы на Украине» (1 ноября 2019 — 31 октября 2021). В докладе нашли отражение указы о блокировке «Страна.ua» на Украине. В частности, в тексте доклада говорится: «На свободу мнений и их выражения негативно повлияли также санкции против ряда компаний и физических лиц, установленные Советом национальной безопасности и обороны Украины и введенные в действие Президентом Украины в 2021 году. Эти решения не продемонстрировали соответствие международным нормам в отношении необходимости и пропорциональности ограничений свободы выражения мнений. Кроме того, УВКПЧ обеспокоено тем, что отсутствие четкого обоснования данных санкций может способствовать самоцензуре средств массовой информации во избежание освещения чувствительных тем, которое может быть расценено как касающееся вопросов национальной безопасности. Вышеупомянутые санкции привели также к стигматизации сотрудников средств массовой информации, которые ранее работали или продолжают работать в средствах массовой информации, попавших под санкции, что препятствует критической журналистике и вызывает раскол среди работников этой сферы».
Глава Союза журналистов Украины Сергей Томиленко заявил в связи с блокировкой, что внесудебное блокирование оппозиционных СМИ, работающих на украинском правовом поле, — это отказ от законодательных гарантий независимости прессы от власти. Платформа Совета Европы по содействию защите журналистики и безопасности журналистов назвала решение о санкциях и о блокировке «Страны.ua» угрозой свободе СМИ на территории Украины. Европейская федерация журналистов выпустила заявление, в котором заявила, что введенные санкции являются «угрозой для прессы, свободы и плюрализма СМИ в стране». Представитель ОБСЕ по вопросам свободы СМИ Тереза Рибейро (порт. Teresa Ribeiro) выразила обеспокоенность из-за санкций и заявила, что такие ограничения «негативно влияют на работу медиакомпаний и журналистов».
В ноябре 2021 года Верховный суд Украины принял к рассмотрению иск Игоря Гужвы по оспариванию указа президента Зеленского о введении против него санкций.
В конце августа 2024 г. санкции против Гужвы были продлены на 10 лет.

## 2022–2023 год
О позиции редакции «Страны» после начала вторжения России на Украину в 2022 году можно судить, в частности, по редакционной статье, посвященной годовщине вторжения, опубликованной на сайте 24 февраля 2023 года.
В ней резко критиковалась аргументация России относительно причин начала войны. Ни один из этих аргументов, по мнению редакции, не являлся достоверным. Делался акцент на том, что война, которая принесла огромные жертвы и страдания, была начата руководством России исходя из ложных посылов.
В конце статьи содержалось описание вариантов развития событий после окончания войны. Проводится мысль, что Россия должна отказаться от политики завоевательных войн и сосредоточиться на внутреннем развитии.
«Война может закончиться не путем полного краха и капитуляции одного из противников. И обе страны после войны продолжат сосуществование рядом. И далее есть два варианта. Первый – воспринять это лишь как передышку перед новой войной, к которой обе страны будут усиленно готовиться, подогревая жажду реванша и рассказывая популярные истории на тему "мы должны быть новым Израилем". Но под эти разговоры могут стать не "новым Израилем", а повторить путь стран Африки, которые после распада колониальных империй на многие десятилетия погрузились в пучину войн, переворотов, мятежей, террора и геноцида. Второй — обе страны сделают выводы из причин нынешней кровавой войны и затем пойдут каждая своей дорогой, не мешая жить друг другу. И, в первую очередь, выводы должна сделать Россия как инициатор этой войны. В России часто говорят о необходимости поиска национальной идеи. Хотя она лежит на поверхности: доведение уровня и качества жизни населения РФ до уровня самых развитых стран Европы. Образно говоря, превращение России в огромную Норвегию. Это, безусловно, очень амбициозная задача. Но куда более реалистичная и менее затратная, чем завоевание Украины (или любой другой страны). А главное — за неё не нужно будет платить человеческими жизнями. И чем раньше российское общество и российские элиты поймут это, тем будет лучше для всех. В первую очередь - для самой России».
Вскоре после начала вторжения сайт «Страны» заблокировал на территории РФ Роскомнадзор.
Несмотря на занятую редакцией позицию, после начала вторжения «Страна» продолжила находиться под давлением на Украине.
В октябре 2022 года петиция о блокировании ресурса «Страны.ua» набрала необходимые 25 тысяч голосов для рассмотрения президента Владимира Зеленского. Инициатор призывает проверить ход выполнения решения СНБО о санкциях в отношении «Страны» и принять все необходимые меры для прекращения сотрудничества и полного блокирования этого ресурса на Украине. После того, как BBC опубликовала результаты расследования, где указывалось на связь издания с ОП, эта информация никак не коментираволась.
В сентябре 2022 года статья журналистки «Страна.ua» Анастасия Товт о пострадавшем в ходе боевых действий в Киевской области музее художницы Марины Примаченко была включена в шорт-лист премии Thomson Foundation Young Journalist. В то же время министр культуры и информационной политики Украины Александр Ткаченко потребовал от устроителей премии исключить из числа номинантов журналистку, что и было сделано.
В ответ Анастасия Товт опубликовала пост на своей странице в социальной сети Facebook.
«Давний «клуб фанатов» «Страны» во главе с целым министром культуры Ткаченко забросали Фонд коллективными доносами с ультиматумами. «Как можно номинировать журналистов «Страны», если на издание наложили санкции СНБО? Они же все там враги!», — писали хейтеры в Фейсбуке. И требовали удалить меня из списка номинантов. И сегодня утром, уже на следующий день после того, как мое имя появилось в шот-листе, его оттуда вычеркнули. Я благодарю Thomson Foundation за то, что включили меня в список номинантов. Для меня это большая честь и высокая оценка работы. А доносы, - это не проблема Фонда. Это наша внутренняя проблема - когда вместо того, чтоб укреплять единство страны во время тяжелейшей войны, наша медиатусовка предпочитают сводить старые счёты и ставить подножки друг другу, превращая престижную международную премию в сельский базар».Анастасия Товт